# Bactrocera finitima
Bactrocera finitima är en tvåvingeart som beskrevs av Drew 1989. Bactrocera finitima ingår i släktet Bactrocera och familjen borrflugor. Inga underarter finns listade.